# Гарела ди Фондо-Изола (Бјела)
Гарела ди Фондо-Изола је насеље у Италији у округу Бијела, региону Пијемонт.
Према процени из 2011. у насељу је живело 105 становника. Насеље се налази на надморској висини од 188 м.